# The Enigma of Life
The Enigma of Life – piąty studyjny album norweskiego zespołu gothicmetalowego Sirenia, został wydany 21 stycznia 2011 roku przez wytwórnię płytową Nuclear Blast.
W ramach promocji do utworu "The End Of It All" został zrealizowany teledysk, który wyreżyserował Patric Ullaeus.

## Lista utworów
Opracowano na podstawie materiału źródłowego.
Wszystkie utwory zostały napisane, skomponowane i zaaranżowane przez Mortena Velanda.
1. "The End Of It All" - 04:31
2. "Fallen Angel" - 03:59
3. "All My Dreams" - 04:42
4. "This Darkness" - 04:00
5. "The Twilight In Your Eyes" - 04:00
6. "Winter Land" - 03:55
7. "A Seaside Serenade" - 05:53
8. "Darkened Days To Come" - 04:22
9. "Coming Down" - 04:38
10. "This Lonely Lake" - 03:33
11. "Fading Star" - 04:46
12. "The Enigma Of Life" - 06:16
13. "Oscura Realidad" (Bonus Track) - 04:31
14. "The Enigma Of Life" (Acoustic Version) (Bonus Track) - 05:51

Utwory bonusowe
- "El Enigma De La Vida" (Spanish Acoustic Version of "The Enigma Of Life")(North American Bonus Track) - 05:51
- "El Enigma De La Vida" (Spanish Version of "The Enigma Of Life")(iTunes Bonus Track) - 06:16

## Twórcy
Opracowano na podstawie materiału źródłowego.
| Zespół Sirenia w składzie - Ailyn - śpiew - Morten Veland - śpiew, gitara, gitara basowa, instrumenty klawiszowe, perkusja, muzyka, słowa, kompozycje i aranżacje, produkcja muzyczna, miksowanie, inżynieria dźwięku Muzycy sesyjni - Stephanie Valentin - skrzypce Nagrania - Mika Jussila - mastering | The Sirenian Choir - Damien Surian - Mathieu Landry - Emmanuelle Zoldan - Sandrine Gouttebel - Emilie Lesbros Inni - Jaap Wagemaker - A&R - Gustavo Sazes - okładka, oprawa graficzna - Patric Ullaeus - zdjęcia |